# Préverenges
Préverenges − miejscowość i gmina (commune) w zachodniej Szwajcarii, w kantonie Vaud, w okręgu (district) Morges. Leży nad Jeziorem Genewskim.  

## Demografia
W Préverenges mieszkają 5204 osoby. W 2021 roku 30,7% populacji gminy stanowiły osoby urodzone poza Szwajcarią.

## Transport
Przez teren gminy przebiegają drogi główne nr 1 i nr 135. 